# Награда Мирослав Антић
Награда Мирослав Антић додељује се за најбољу песничку књигу објављену у прошлој години.

## О Награди
Награда се додељује од 2008. у оквиру манифестације Антићеви дани, коју организује Културни центар Новог Сада. Награда се састоји од плакете и новчаног износа.
Награда 2021. није званично додељена и уручена, иако је у јавности помињано да је жири награду доделио Јелени Ленголд за збирку Мутни наговештај кише. Званично, манифестација је била одложена, али није одржана ни касније у току 2021. ни у току 2022. Манифестација и награда нису званично укинуте. У међувремену је допуњена одлука о манифестацији и убудуће ће награда моћи да се додељује и за животно дело.
Награда је обновљена крајем 2022. и у јануару 2023. расписан је конкурс за доделу. Жири ради у саставу: Мирослав Алексић, Сунчица Радуловић Торбица и Мирјана Фрау Гардиновачки.

## Лауреати
- 2008 — Љубивоје Ршумовић, за књигу Бели пакети.
- 2009 — Ото Хорват, за књигу Путовати у Олмо.
- 2010 — Стеван Тонтић, за књигу Свето и проклето.
- 2011 — Никола Вујчић, за књигу Докле поглед допире.
- 2012 — Томислав Маринковић, за књигу Обичан живот.
- 2013 — Ђорђе Д. Сибиновић, за књигу Насеље белих кућа.
- 2014 — Дејан Матић, за књигу Између тридесет треће и смрти.
- 2015 — Маријан Чакаревић, за књигу Језик.
- 2016 — Коља Мићевић, за књигу Римагинације.
- 2017 — Бошко Сувајџић, за књигу Anima viva.
- 2018 — Ненад Шапоња, за књигу Изглeдaм, дaклe нисaм.[5]
- 2019 — Дејан Алексић, за књигу Радно време раја.[6]
- 2020 — Бојан Васић, за књигу Топло биље.
- 2023 — Благоје Баковић, за књигу Није то моја вода.[7]
- 2024 — Селимир Радуловић, за књигу Запис на стубу, Јерусалимском.[8]